# Пареж
Пареж је место на граници и на превоју између Црне Горе и Босне и Херцеговине у ентитету Република Српска, чији становници су се раселили у 16. веку након разарања овог краја највећим делом у Херцеговину. Према научницима који су дуго истраживали где се налазила римска станица  Leusinium на путу Паник–Ријечани–Никшић  (лат. Leusinium—Sаllunto—Anderba утврђено је да је то највероватније Leusinium који је био на подручју Парежа а не Паника (како и данас тврде поједини археолози). Наиме Leusinium је био следећа римска станица од претходне Sallunto (данашњи Ријечани), према римској карти из 3. века и налазио се на растојању од 13 римских миља односно 17 km.
Пареж су прво напустили његови последњи становници а потом је нестао под водом Билећког језера, као прекривен археолошки локалитет у општини Билећа. Оно што вековима није могло да збрише непријатељ и природа херцеговачке земље, урадила је то зачас вода Билећког језера која је пре више од пола века, као вештачка акумулација тадање електопривреде СФР Југославије, загосподарила овим простором, укључујући и археолошки локалитет некадашњег римског насеља Leusinium или Парежа. 

## Историјат

### Историјске прилике у Далмацији и Херцеговини пре оснивања Парежа
На подручју Далмације и Херцеговине Византија (Источно римско царство) владала је све до 12. века, односно до 1186. године када је Травунија ушла у састав државе Немањића. На подручју Византије осим Грка живели су и бројни други народи, док се византијска управа најдуже задржала у Грчкој и неким Словенским подручјима.
Преко византијске цркве ширено је хришћанство међу Словенима и ударени су први темељи словенској писмености и књижевности. Словени су у ове крајеве дошли са старом вером у безброј богова, затичући врло развијено хришћанство, које се у овим крајевима ширило још од 1. века да би у 3. веку. заузело значајне позиције. За покрштавање Словена Византија је користила оне свештенике који су знали словенски језик, па је од 9. века почело да се шири хришћанство на народном језику. Незнабоштво се најдуже задржало на подручју Травуније, а сузбијено је тек у 9. веку. доласком словенских учитеља Ћирила и Методија.
Становници Бањана и Рудина примили су хришћанство најприје из романских центара приморских градова и источно хришћанство од Византијских мисионара, највјероватније за време цара Василија I Македонца, око 879. године. Након раскола цркве, народ је био православне вере, највише након доласка на власт Немањића.
Доласком Римљана у Далмацију и Херцеговину, наступио је сурови период романизације, што је изазвало отпор староседилаца. Због тога су Римљани подвргли ове крајеве тешкој експлоатацији и истребљењу становништва. Доведене су јаке војне јединице и предузет је читав низ мера, да би се новоосвојени крајеви, што пре укључили у живот ове велике империје (4. век).
Да би се олакшало војсци продирање кроз Далматинске и Херцеговачке крајеве, започели су  изградњу путева, који су уједно служили и за развој трговине.
Посебан значај је имао римски пут који је спајао Цавтат и Требиње и Требиње – Никшић. Чија траса је ишла од Требиња узводно до Нецвијећа, а одатле да је скренула према северозападу преко Моска и избила на Кленак. Онда, преко Врчевице на Требишњицу до Паника, и код Парежа, прелазила је на другу страну реке, продужујући према Никшићу.
Према спроведеним истраживањима Сергејевског, градња пут започет је у време цара Тиберија, а завршена је у време цара Клаудија.
У Римској карти из 3 века званој Табула пеутингеријана (на којој се налази списак главних комуникација Римске империје) једна од  њих уписана је у карти као (Виа милитарис. Ова комуникација која је имала поред трговачког и велики војнички значај спајала је Скадар и Нарону, римску варош која се налазила поред Неретве, код града Метковића. Од Скадра пут је водио зетском долином у Никшић, па преко Бањана у Столац  даље за Нарону.
Једна врло значајна станица овога пута била станица Levsinio или Leusinium, данашњи Пареж, која се према садашњим границама, налазила на превоју између Црне Горе и Херцеговине. Научници су дуго година истраживали где се налазила римска станица Leusinium. Неки су сматрали да се она налазила преко реке Требишњице у мeсту Паник, док Д. Сергејевски долази до закључка да би ова станица могла да буде у Парежу, на левој обали Требишњице.

### Први записи и предања о Парежу
Парежани, Бањани и Дробњаци, који су били међусобно блиско повезани, у историјским документима помињу се од 1365. године. Прича се да је Комненија, сестра Тадије Парежанина (као врло значајна личност у своме племену), била удата за Комнена барјактара, сина бана Пилата, а бан Пилат је био зет Ивана Црнојевића.
Народно предање и историјски документи указују, да је у 14. и 15. веку. у Парежу живело врло бројно и моћно средњовековно племе Парежана. У другој половини 14. века они су припадали моћној породици Павла Раденовића односно Павловића. Након преласка поседа Павловића, у чијем се саставу налазило приморје са копненим залеђем Требињем и околином, у руке Стјепана Косаче, Парежани долазе под његову власт. Прелазак поседа Павловића у друге руке био је праћено низом вишегодишњих сукоба између Павловића с једне и Дубровчана, Сандаља Хранића и Стјепана Косаче, са друге стране. То је свакако утицало да се један део овог племена расели у разне крајеве.
У народном предању Пареж се спомиње као ратарскии и виноградарски крај. Сасвим је могуће да је то и био јер им је природна средина за то пружала добре услове. О томе су вековима говорили остаци чокота винове лозе, као и бројни порушени и затрпани подруми у којима се чувало вино.
Одлазак Византије са ових простора, римска станица Леусиниум односно Пареж све више је губио свој значај а Парешка црква преко које је ширено хришћанство на овом подручју постаје мање значајна културан институција него што је до тада била. Међутим доласком на власт Немањића у чији састав улази Травунија са Парежом и Бањанима, почиње поправка старих византијских споменика и изградња нових цркава и манастира, у народу познатих као задужбине Немањића. Тада и Парежани обнављају цркву Светог Томе, која је у 13. веку  постала културно и верско светилиште овога краја. О томе пише познати етнолог Светозар Томић и др Ђурђица Петровић:
| „ | Код цркве Светог Томе окупљали су се седалници богато одевени, са сребрним седлима по чему је околина цркве добила назив Сребрена пољана. | ” |

У цркеној порти налазило се и велико гробље, које је добрим делом уништено, када је за време балканских ратова аустроугарска војска градила испод цркве утврђења за одбрану од Црногораца.

## Разарање Парежа и сеоба становника
Крах Парежа и егзодус Парежана почео је оног дана када је богати крај око Парежа и само насеље напао Иван Влатковић, познат као Сењанин Иво (према Андрији Лубурићу, 1585) и потпуно га уништио. Према другој верзији, Пареж је похаран 1606. године како наводи М. Мићовић у књизи Бањани, на стр. 176.
Скоро у свакој породици која је постојала у Панику, (преношена је у наслеђе) страшна погибија становника Парежа у којој је изгинуо велики број Парежана. Село је до темеља уништено што је прморало породице да се разбеже, већим делом у Глумину, а затим после 30 година у Паник, када је један део народа прешао преко реке Требишњице и населио предео Паника, из којег воде пореклокло данашњи Парежани, који су иако родом из Паника, задржали старо презиме племена Парежана. Две породице су се населиле у Петровићима и од њих воде порекло Мишковићи и Кокотовићи. Једна већа група иселила се у Фојницу код Гацка, а од њих воде порекло Братићи. Поједини истраживачи наводе још неке породице које воде порекло од Парежана, али ти подаци до данас су остали недовољно истражени.

## Хидроелектрана у Парежу
За Хидро Електричну Централу Министарства Саобраћаја у Краљевн Југославији (како се централа у Парежу оригинално звала),  данас врло мало ко зна у Републици Српској.
Саграђена је 1938. године од стране Југословенске железнице, око 15 километара узводно од Требиња. Била је инсталисане снаге 2 x 225 kVA, 400 V, са трансформацијом 0,4/15 kV. Електро-опрему испоручила је фирма „Елин“ – Аустрија. Хидромеханичка опрема је фирме „Андриц“ Грац.
Електрана је била намењена, примарно, за снабдевање енергијом, пумпних постројења за напајање водом парних локомотива у Требињу, Билећи и Петровићима (на железничкој прузи Требиње-Билећа-Никшић).
У току изградње ХЕ обновљено је и некадашње постројење за водоснабдијевање на врелу Требишњице у Билећи, које саградила Аустроугарска монархија у 19. веку. У саставу истог пројекта, тадашња Kраљевина Југославија изградила је пругу и железничку станицу у Парежу (као и мост преко риеке) која је електрифицирана 1938. године (изузев прекида од 1941-1945. године када централа није радила).
Централа је радила до 1941. године, као првенац у електрификацији Билеће, Требиња, и шире. Наиме у првој години Другог светског рата на ови просторима централа је онеспособљена и делимично оштећена. О том догађају у свом извештају од 9. новембра 1941. године, пише официра Независне Државе Хрватске В. Kуресића: хидроелектрану напали партизани Граховско-бањанског одреда и одреда Л. Вукаловић, дана 6. новембра, након што су претходно напали воз око 11 сати, истог дана.. 
Од 1945. централа је неколико пута обнављана, што сопственим изворима, што иностраном помоћи. Након што је Управа Уједињених нација за помоћ и обнову обезбедила трансформатор 15(10)/0,4 kV, 400 kVA производње чувеног „Вестингхауса“, струјом је напајан нови 15 kV далековод који је почетком 1947. довео електричну енергију у Требиње. Следеће године у погон је ушао и други генератор. 
| „ | Међутим све су то биле године које нису ничим одавале поуздан рад електране а да се не говори о стабилном напајању електричном енергијом у овом региону. | ” |

Централа је радила пуним капацитетом све док 1955. није изгубила значај. Наиме у електопривреди СФР Југославије настали су нови планови у обнови тадашње младе земље. Са овим плановима од 1955. у централи полако започиње реализација нових пројекта и она престаје са радом  11. новембра 1967. године јер се над завођским небом већ надвијао велики потоп будућег Билећког језера које ће 1968. године ХЕ Пареж коначно прекрити водом.